# Ordine dell'Eroe nazionale (Georgia)
L'Ordine dell'Eroe Nazionale è la più alta onorificenza della Georgia.

## Storia
L'Ordine è stato fondato il 24 giugno 2004.

## Assegnazione
L'Ordine è assegnato ai cittadini:
- per i servizi resi allo Stato e alle persone associate con la commissione di atti eroici.

## Insegne
- Il nastro è rosso con bordi bianchi.

## Insigniti
1. Zhiuli Shartava (26 agosto 2004, postumo) - Statista georgiano, presidente del Consiglio dei ministri dell'Abkhazia
2. Zaza Damenia (26 agosto 2004, postumo) - Caporale
3. John McCain (11 gennaio 2010) - Senatore degli Stati Uniti per l'Arizona
4. Lech Kaczyński (10 aprile 2010, postumo) - Presidente della Repubblica polacca
5. Georgy Antsukhelidze (aprile 2013, postumo) -  Sergente dell'esercito (1984-2008), deceduto nella seconda guerra in Ossezia del Sud
6. Zviad Gamsakhurdia (26 ottobre 2013, postumo) - Già Presidente della Georgia
7. Merab Kostava (26 ottobre 2013, postumo) - Dissidente georgiano
8. Giorgi Mazniashvili (26 ottobre 2013, postumo) - Capo militare georgiano, generale della Repubblica Democratica di Georgia
9. Grigol Peradze (26 ottobre 2013, postumo) - Archimandrita
10. Ekvtime Takaishvili (26 ottobre 2013, postumo) - Storico e archeologo
11. Ambrosius di Georgia (26 ottobre 2013, postumo) - Catholicos Patriarca di tutta la Georgia
12. Mikheil Tsereteli (26 ottobre 2013, postumo) - Storico, giornalista e diplomatico
13. Zurab Jarajuli (2013, postumo) - Tenente dell'Aeronautica militare georgiana (? -1992), deceduto nella guerra in Abcasia
14. Maro Makashvili (2015, postumo) - Infermiera di misericordia (1902-1921), ucciso nella guerra sovietico-georgiana
15. Guram Gabiskiria (27 settembre 2017) - Sindaco di Sukhumi (1947-1993), ucciso nella guerra in Abcasia